# Dycladia melaena
Dycladia melaena là một loài bướm đêm thuộc phân họ Arctiinae, họ Erebidae.